# 巴拉巴莫尼亚
巴拉巴莫尼亚（Bara Bamonia），是印度西孟加拉邦North Twentyfour Parganas县的一个城镇。总人口6174（2001年）。

## 人口
该地2001年总人口6174人，其中男性3167人，女性3007人；0—6岁人口772人，其中男398人，女374人；识字率73.15%，其中男性为78.50%，女性为67.51%。